# تور سکویا
تور سکویا (انگلیسی: Tour Sequoia) ساختمان اداری ۳۳ طبقه مستقر در لا دفانس، فرانسه است، که پروژه ساخت آن در سال ۱۹۸۹ آغاز شد و در سال ۱۹۹۰ به بهره‌برداری رسید.